# Чемпіонат Європи з водних видів спорту 1958
47°31′17″ пн. ш. 19°02′34″ сх. д. / 47.5214° пн. ш. 19.0428° сх. д.
Чемпіонат Європи з водних видів спорту 1958, 9-й за ліком, тривав з 31 серпня до 6 вересня 1958 року в Будапешті (Угорщина). Розіграно нагороди з плавання (на довгій воді), стрибків у воду і водного поло (чоловіки). До плавальної програми серед чоловіків та жінок введено естафету 4×100 метрів комплексом.

## Таблиця медалей
*   Країна-господарка ( Угорщина)
| Місце               | Країна              | Золото | Срібло | Бронза | Загалом |
| ------------------- | ------------------- | ------ | ------ | ------ | ------- |
| 1                   | СРСР                | 5      | 6      | 5      | 16      |
| 2                   | Велика Британія     | 5      | 4      | 4      | 13      |
| 3                   | Нідерланди          | 5      | 3      | 0      | 8       |
| 4                   | Угорщина*           | 2      | 2      | 3      | 7       |
| 5                   | Італія              | 1      | 2      | 2      | 5       |
| 6                   | Швеція              | 1      | 0      | 2      | 3       |
| 7                   | Франція             | 1      | 0      | 0      | 1       |
| 8                   | ФРН                 | 0      | 1      | 2      | 3       |
| 9                   | Чехословаччина      | 0      | 1      | 1      | 2       |
| 10                  | Югославія           | 0      | 1      | 0      | 1       |
| 11                  | НДР                 | 0      | 0      | 1      | 1       |
| Загалом (11 збірна) | Загалом (11 збірна) | 20     | 20     | 20     | 60      |

## Медальний залік

### Стрибки у воду
Змагання чоловіків
| Дисципліна    | Золото                      | Золото | Срібло               | Срібло | Бронза            | Бронза |
| ------------- | --------------------------- | ------ | -------------------- | ------ | ----------------- | ------ |
| Трамплін, 3 м | Ласло Уйварі Угорщина       | 141.17 | Горст Розенфельд ФРН | 139.77 | Роман Бренер СРСР | 139.39 |
| Вишка, 10 м   | Браян Фелпс Велика Британія | 143.74 | Михайло Чачба СРСР   | 136.87 | Єньо Мартон       | 134.68 |

Змагання жінок
| Дисципліна    | Золото                 | Золото | Срібло                       | Срібло | Бронза                | Бронза |
| ------------- | ---------------------- | ------ | ---------------------------- | ------ | --------------------- | ------ |
| Трамплін, 3 м | Нінель Крутова СРСР    | 124.22 | Шармейн Велш Велика Британія | 123.32 | Валентина Дєдова СРСР | 122.75 |
| Вишка, 10 м   | Алдона Карецкайте СРСР | 81.14  | Раїса Гороховська СРСР       | 80.93  | Бірте Гансон Швеція   | 80.34  |

### Плавання

#### Чоловіки
| Дисципліна                           | Золото                                                                    | Золото  | Срібло                                                                | Срібло  | Бронза                                                                   | Бронза  |
| ------------------------------------ | ------------------------------------------------------------------------- | ------- | --------------------------------------------------------------------- | ------- | ------------------------------------------------------------------------ | ------- |
| 100 м вільним стилем                 | Паоло Пуччі Італія                                                        | 56.3    | Віктор Полєвой СРСР                                                   | 56.9    | Дьюла Добаї                                                              | 57.5    |
| 400 м вільним стилем                 | Іен Блек Велика Британія                                                  | 4:31.3  | Борис Нікітін СРСР                                                    | 4:36.2  | Паоло Галлетті Італія                                                    | 4:38.1  |
| 1500 м вільним стилем                | Іен Блек Велика Британія                                                  | 18:05.8 | Йожеф Катона                                                          | 18:13.0 | Геннадій Андросов СРСР                                                   | 18:30.2 |
| 100 м на спині                       | Робер Крістоф Франція                                                     | 1:03.1  | Леонід Барбієр СРСР                                                   | 1:03.9  | Вольфґанґ Ваґнер                                                         | 1:05.5  |
| 200 м брасом                         | Леонід Колесников СРСР                                                    | 2:41.1  | Роберто Ладзарі Італія                                                | 2:41.3  | Клаус Бодінґер ФРН                                                       | 2:41.4  |
| 200 м батерфляєм                     | Іен Блек Велика Британія                                                  | 2:21.9  | Павел Паздірек Чехословаччина                                         | 2:22.6  | Ґрем Саймондс Велика Британія                                            | 2:25.8  |
| естафета 4x200 метрів вільним стилем | СРСР Геннадій Ніколаєв Володимир Стружанов Ігор Лужковський Борис Нікітін | 8:33.7  | Італія Фредеріко Деннерляйн Паоло Галлетті Анджело Романі Паоло Пуччі | 8:41.2  | Угорщина Йожеф Катона Імре Ньєкі Дьордь Мюллер Дьюла Добаї               | 8:45.3  |
| естафета 4x100 метрів комплексом     | СРСР Леонід Барбієр Володимир Мінашкін Віталій Жененков Віктор Полєвой    | 4:16.5  | Угорщина Ласло Мадьяр Дьордь Кунсагі Дьордь Тумпек Дьюла Добаї        | 4:20.4  | Італія Джильберто Ельза Роберто Ладзарі Фредеріко Деннерляйн Паоло Пуччі | 4:21.9  |

#### Жінки
| Дисципліна                           | Золото                                                                 | Золото | Срібло                                                                     | Срібло | Бронза                                                                    | Бронза |
| ------------------------------------ | ---------------------------------------------------------------------- | ------ | -------------------------------------------------------------------------- | ------ | ------------------------------------------------------------------------- | ------ |
| 100 м вільним стилем                 | Кате Йобсон Швеція                                                     | 1:04.7 | Коккі Гастелаарс Нідерланди                                                | 1:05.0 | Джуді Ґрінем Велика Британія                                              | 1:05.4 |
| 400 м вільним стилем                 | Янс Костер Нідерланди                                                  | 5:02.6 | Коррі Схіммел Нідерланди                                                   | 5:02.6 | Ненсі Рей Велика Британія                                                 | 5:07.7 |
| 100 м на спині                       | Джуді Ґрінем Велика Британія                                           | 1:12.6 | Марґарет Едвардс Велика Британія                                           | 1:12.9 | Лариса Вікторова СРСР                                                     | 1:13.9 |
| 200 м брасом                         | Ада ден Ган Нідерланди                                                 | 2:52.0 | Аніта Лонсбро Велика Британія                                              | 2:53.5 | Вільтруд Урзельманн ФРН                                                   | 2:53.8 |
| 100 м батерфляєм                     | Тінеке Лаґерберґ Нідерланди                                            | 1:11.9 | Аті Ворбей Нідерланди                                                      | 1:12.2 | Марта Скупілова Чехословаччина                                            | 1:14.3 |
| естафета 4x100 метрів вільним стилем | Нідерланди Коррі Схіммел Тінеке Лаґерберґ Ґретьє Кран Коккі Гастелаарс | 4:22.9 | Велика Британія Джуді Ґрінем Елспет Ферґюсон Джудіт Семюел Даяна Вілкінсон | 4:24.2 | Швеція Бірґітта Ерікссон Карін Ларссон Барбро Андерссон Кате Йобсон       | 4:28.5 |
| естафета 4x100 метрів комплексом     | Нідерланди Лені де Нейс Ада ден Ган Аті Ворбей Коккі Гастелаарс        | 4:52.9 | СРСР Лариса Вікторова Еві Уусмеес Галина Камаєва Ульві Воог                | 4:54.2 | Велика Британія Джуді Ґрінем Аніта Лонсбро Крістін Ґосден Даяна Вілкінсон | 4:54.3 |

### Водне поло
| Дисципліна       | Золото   | Срібло    | Бронза |
| ---------------- | -------- | --------- | ------ |
| чоловічий турнір | Угорщина | Югославія | СРСР   |